# بائور
بائور (انگلیسی: Bauer; ۲۱ نوامبر ۱۹۲۵ – ۴ فوریهٔ ۲۰۰۷) بازیکن فوتبال اهل برزیل بود.
از باشگاه‌هایی که در آن بازی کرده‌است می‌توان به باشگاه فوتبال بوتافوگو و باشگاه فوتبال سائو پائولو اشاره کرد.
وی همچنین در تیم ملی فوتبال برزیل بازی کرده‌است.